# Петар Карић
Петар Карић (Марковац, 1838 — Крагујевац, 10. јун 1871) био је први управник прве учитељске школе у Србији. На место управника је постављен Указом кнеза Михаила, а на дужност је званично ступио 3. новембра 1870. године. Школа је почела са радом на Светог Саву 1871.

## Биографија
Петар Карић је рођен 1838. године у селу Марковац околини Крагујевца (тадашња Крагујевачка Јасеница или Горња Јасеница). Крштен је у цркви у оближњем Буковику. Петровом оцу било је име Дмитар, па се као дете презивао Дмитровић, да би касније променио презиме у Карић. Основну школу завршио је у Буковику, а гимназију у Крагујевцу. Желео је да се упише на војну академију, али је закаснио са пријавом за упис. Зато је отишао на школовање у Одесу (Русија). Касније је на Универзитету у Кијеву студирао природне и педагошке науке. По завршетку студија у Кијеву је  постављен за професора Војне школе. Оженио се ћерком руског универзитетског професора. Због слабог здравља крајем 1860-их се са женом враћа у Србију, у Београд. По повратку у Србију долази на место првог управника Учитељске школе у Крагујевцу, прве такве школе у Србији. Међутим, на том положају остао је мање од годину дана. Умро је 10. јуна 1871. године.

## Управник прве учитељске школе у Србији
Међу младим Србима школованим у Русији Петар Карић важио је за „јединог који је по повратку у отаџбину говорио српски не мешајући руских речи у српску беседу”. Зато није било чудно што је кнез Михаило, одлучивши да отвори прву школу за образовање учитељског кадра, позвао овог талентованог младог интелектуалца да буде њен управник. Карић је на дужност званично ступио 3. новембра 1870.
Један од његових задатака као управника био је и да припреми наставни програм и окупи професоре способне да га остваре.
Српски књижевник, публициста, етнограф и академик Милан Милићевић, у свом делу Додатак поменику од 1888. Знаменити људи у српскога народа који су преминули до краја 1900. г. о њему пише: „Карић је био наставник темељно спреман за своју службу и од природе врло даровит човек”, док Јован Миодраговић за њега каже: “Петар Карић је оставио о себи код ученика такву успомену као да су све врлине биле усредсређене у њему. Он је био не само изврстан предавач него је пазио да и остали наставници предају разумљиво и јасно. Зато је био увео јавне часове...”. Он наглашава и „велику отвореност Петра Карића, његово пријатељство и силну љубав и према ученицима и према науци, народу и школи”.

## Почасти
На Алфа БК Универзитету, првом приватном универзитету у Србији, Институт за стратегијске студије и развој носи име управо по Петру Карићу, управнику прве учитељске школе у Србији.